# 換骨奪胎
| ウィキペディアには「換骨奪胎」という見出しの百科事典記事はありません（タイトルに「換骨奪胎」を含むページの一覧/「換骨奪胎」で始まるページの一覧）。 代わりにウィクショナリーのページ「換骨奪胎」が役に立つかもしれません。 |